# Heyhoef
De Heyhoef is een wijk en een winkelcomplex in de Tilburgse wijk de Reeshof.
Dit winkelcentrum is een van de drie winkelcentra in de deelwijk Reeshof. De andere winkelcentra zijn Het Buurmalsenplein en winkelcentrum De Vallei. Er zijn naast het winkelcentrum Heyhoef ook nog twee woontorens met 86 seniorenwoningen, een wijkcentrum en een bibliotheek. In dit winkelcentrum zijn verschillende winkels gevestigd waaronder supermarkten, kledingwinkels, een speelgoedwinkel, telefoonwinkels, restaurants/snackbars en banken.